# Eublemma caniceps
Eublemma caniceps is een vlinder van de familie van de spinneruilen (Erebidae). De wetenschappelijke naam van deze soort is voor het eerst voorgesteld door Hans Rebel in een publicatie uit 1917.
De soort komt voor in Soedan.